# Daniel Martinazzo
Daniel Martinazzo (San Juan de la Frontera, 9 de gener de 1958) és un ex-jugador d'hoquei sobre patins argentí.

## Trajectòria esportiva
Va néixer el 9 de gener de 1958 a San Juan de la Frontera, la capital argentina de l'hoquei sobre patins, on començà a jugar al Club Deportivo Unión Estudiantil. Destacà de ben jove, debutant amb la selecció argentina sots 18 amb 11 anys i essent campió argentí juvenil als 13. A Argentina guanyà quatre campionats nacionals.
A inicis dels anys 80 es traslladà a Europa, al Castiglione. Jugà a l'HC Liceo entre 1981 i 1982, proclamant-se màxim golejador de la lliga, trofeu que repetiria els anys 1985, 1986 i 1988, i guanyant la Copa de la CERS. L'any 1982 fitxà per l'Amatori Vercelli italià, club on romangué dues temporades i guanyà dues lligues italianes i repetí Copa de la CERS. El 1984 retornà al Liceo on visqué una important trajectòria, guanyant cinc lligues i tres Copes d'Europa, com a principals títols.
Fou 111 cops internacional amb la selecció argentina. Amb només 18 anys disputà el seu primer Mundial on fou subcampió el 1976 a Oviedo. Dos anys més tard guanyà el campionat celebrat a la seva ciutat natal, San Juan. De nou fou subcampió a Talcahuano (Xile) el 1980 i es proclamà campió per segon cop l'any 1984 a Novara (Itàlia). També guanyà la medalla d'or dels Jocs Panamericans celebrats a San Juan de Puerto Rico l'any 1979.
Es retirà com a jugador l'any 1993. Posteriorment fou president de la Federación Sanjuanina de Patín entre els anys 1994 i 2003. És considerat un dels millors jugadors de la dècada dels 80.
Des del 2006, el Torneig Internacional d'Hoquei sobre Patins de San Juan porta el seu nom, disputant-se la Copa Daniel Martinazzo.

## Palmarès

### HC Liceo
- 2 Copes Intercontinentals (1987, 1989)
- 3 Copes d'Europa (1987, 1988, 1991)
- 1 Copa de la CERS (1982)
- 5 Lligues espanyoles (1986, 1987, 1990, 1991, 1992)

### Amatori Vercelli
- 1 Copa de la CERS (1983)
- 2 Lligues italianes (1983, 1984)

### Selecció argentina
- 2 Campionats del Món (1978, 1984)
- 1 Jocs Panamericans (1979)